# Éditions Agone
Pour les articles homonymes, voir Agone.
 (décembre 2021).
Les éditions Agone, fondées en 1998, sont une maison d'édition indépendante, association à but non lucratif, issue d'une revue du même nom Agone, fondée à Marseille en 1990. Les ouvrages sont distribués par Les Belles Lettres et diffusés par HOBO diffusion.

## Présentation
« Notre singularité réside dans la construction d'une ligne éditoriale soucieuse des luttes de notre présent, soumise aux exigences du savoir et qui s'appuyait sur un mode d'organisation auto-gestionnaire en résistance aux logiques médiatiques et marketing. Ce projet éditorial répond aussi et surtout à un projet politique : proposer des œuvres qui fournissent au plus grand nombre des outils pour comprendre le monde dans lequel nous vivons ; à l’écart de toute allégeance académique, nous avons la prétention de donner à lire ce que l’Université, des sciences à la philosophie et à l’histoire, produit encore de connaissance subversive. »

La ligne éditoriale est donc de ne pas publier un livre au seul motif de sa rentabilité, un auteur sur le seul critère de sa notoriété, de ne pas traiter un sujet en vertu de sa seule actualité. Certains ouvrages bénéficient de subventions de diverses institutions (conseil régional de Provence-Alpes-Côte d'Azur, département des Bouches-du-Rhône, CNL).
Les thèmes abordés à travers les diverses collections sont variés : politique, histoire sociale, philosophie et littérature engagée. Certaines de ces collections sont réalisées en collaboration avec d'autres associations : Survie, le Comité de vigilance face aux usages publics de l'histoire et le collectif d'édition Smolny.
OpenEdition Journals propose en ligne la version intégrale de la revue Agone et de quelques titres publiés dans les collections « Banc d'essais » et « Contre-feux ».

### Quelques auteurs
Paul Boghossian, Burnett Bolloten, Jacques Bouveresse, Noam Chomsky, Stig Dagerman, Alfred Döblin, Serge Halimi, William James, Karl Kraus, Rosa Luxemburg, Gérard Noiriel, George Orwell, Jean-Marc Rouillan, Moritz Schlick, François-Xavier Verschave, Howard Zinn.

## Conflit social
Un conflit social qui s'est soldé par le départ de cinq salariés (sur six) et de plusieurs autres collaborateurs entre fin 2012 et début 2013 continue d'agiter l'association. Des membres de droits de l'association (qui ont participé à l'activité des éditions depuis sa fondation) ont demandé durant l'été 2013 à être convoqués à l'assemblée générale 2013 car ils ne se reconnaissaient plus dans le projet défendu par le directeur éditorial avec le soutien du bureau de l'association et de certains directeurs de collection. Ces membres historiques de la revue et des éditions Agone ont tenu le 19 septembre à Marseille une conférence de presse pour informer le public de cette situation. Plusieurs anciens salariés de l'association se plaignent d'avoir été victimes de «harcèlement» de la part de la direction.